# 2551 Decabrina
2551 Decabrina este un asteroid din centura principală, descoperit pe 16 decembrie 1976 de Liudmila Cernîh.